# Pekař Jan Marhoul
Pekař Jan Marhoul je románovou prvotinou Vladislava Vančury vydanou v roce 1924. Kniha se často zařazuje do proletářské literatury, byť charakterem hlavní postavy, zobrazeným prostředím a svým vyzněním se z ní vymyká. Přesnější by bylo označit ji za dílo svého druhu, které vyniká nevšedním patosem a lyrismem, jedinečným metaforickým stylem a je velmi výrazným příkladem meziválečné avantgardní tvorby. Vančura v něm zobrazil hrdinu donquijotského typu, jehož zhoubná dobrota a s ní korespondující dětinskost utváří jeho specifické bláznovství.

## Děj románu

### Hlava první
Příběh začíná ve chvíli, kdy Jan Josef Marhoul pohřbívá svého otce Jana Marhoula, pekařského mistra. Hned se posuneme o čtrnáct let zpátky, kdy byl ještě Marhoulův otec dvacet devět let mlád a byl zdráv. Jeho otec byl dobrák, každému dal, půjčil, když měl, neviděl důvod nedat. Býval vždycky veselý, pracoval celý den, i když pomalu a vždy si našel čas, aby postál, pohovořil, vyposlechl. Nutno ovšem dodat, že Marhoul měl dluhy. Děj se odehrává v Benešově. Jeho žena je prostá, založením dělnice. Marhoul však jako prosťáček věří, že se mu vydané peníze vrátí. Když se mu pak ale záložna, které není s to splatit svůj dluh, rozhodne zabavit majetek, bere to s klidem, byl jsme chud, budu chud, i když nebudu mít dům. Vypravěč jej opakovaně označuje za hlupáka, blba, prosťáčka. Když mu komise zabaví koně a podobně, Marhoul se ve svém bláznovství začne opájet myšlenkou, že si pronajme pekárnu v Nadelhotách, tam jej ale ujistí, že by se v malé vesnici pečením neuživil, ať si prý pronajme mlýn. Marhoul si tedy chce pronajmout mlýn, peníze chce získat prodejem zbylého majetku. Po několika dnech proběhla dražba, dramatická událost a velké ponížení.

### Hlava druhá
Marhoul se s kamarády, židovským sodovkářem Ruddou, cestářem Deylem a jinými opil. Na druhý den se skutečně začne stěhovat do nadelhotského mlýna. Bez varování se posuneme o dvacet pět dnů zpátky, kdy Marhoul zašel za správcem místního panství a ten mu, obměkčen Janovým bláznovstvím, z rozmaru pronajme na šest měsíců mlýn, potom od něj bude vyžadovat dvě stě zlatých, které potom bude hradit každého půl roku. Marhoul se tedy pustil do opravy mlýna, velmi usilovně pracoval a mlýn, značně zdevastovaný, se začal pomalu proměňovat k lepšímu, jenže po třech týdnech Marhoulům došly peníze. Vypůjčil si tedy od sodovkáře Ruddy něco málo, co ten chudák měl, takže měli ještě nějaký čas co jíst, v tom se ale na Marhoula zřítil trám a poranil ho, což ho na čas upoutalo na lůžko, ale brzy se zotavil a pokračoval v práci, i díky penězům, které mu půjčil cestář Deyl, jež prodal hodiny, kterých si velmi cenil, aby mu mohl dát ty peníze. Jan pospravil mlýn, i když na uvedení mletí do provozu neměl, ale sedlák mu za spravení stroje dal mnoho obilí, ze kterého začal péci a rozvážet chléb. Po okolních obcích něco málo prodal, největší tržby mu ale dělali dělníci na stavbě státní silnice, Marhoul tak měl pěkné zisky, ovšem jen potud, než přišla zima a se stavbou silnice se ustalo. Ani v Benešově chléb neprodal. Ale panský správce jej z mlýna nevyžene, pronajme mlýn bousovskému mlynáři Františku Němcovi, který jej v mlýně ponechá jako svého nádeníka, bude pro něj péct chleba a dát do pořádku ještě zahradu, platem mu bude to, že si pár chlebů bude moci napéct pro sebe a že v mlýně bude moci bydlet. Zanedlouho přijede i souchotinami nemocný stárek Durdil, ustavený do tohoto mlýna. Zde peče pro mlynáře chléb pět let, pět let roste vědomí křivdy, neboť ustavené podmínky jsou vydřidušské. Jan přesto nejen pekl chleba, ale dělal i více než půlku práce nemocného stárka. Jan se zde téměř uzdravil ze svého bláznovství. Mezitím dorůstá malý Jan Josef, navštěvuje školu a je velmi živým hochem, darebákem, rváčem, ale peníze, které občas dostal od
stárka, rozdal stejně jako jeho otec.

### Hlava třetí
Stárek Durdil nakonec podlehl souchotinám. Chudý, opuštěný, jen Jan a jeho žena jej připravili na poslední cestu. S jeho úmrtím nabídl Němec Marhoulovi stárkovství, ten ale za pět let, které pro něj pracoval, procitnul ze své naivity, kterou měl jako živnostník, pochopil, že je mlynářem neskutečně odírán a vynadal mu, vyhnal ho s lopatou v ruce. Mlynář se ovšem vrátil a vypověděl Marhoula s rodinou z mlýna, přesto že byla zrovna zima. Opět mu pomohl přítel Rudda, který i když byl velmi chud, pronajal na čtvrt roku Marhoulovi světničku v ulici řečené Bláto. Marhoul přes tuto svou neskutečnou bídu stále bláhově věří, že se vrátí do svého původního domu. Ještě toho dne se s Ruddou opijí a obcházejí pekárny, kde Marhoul žádá o práci, byť je opilý, pekař Pánek propustí jednoho svého dělníka a najme Marhoula.

### Hlava čtvrtá
Marhoul se v ulici Bláto zabydlí a Jan Josef je přijat na gymnázium. Ovšem příliš neprospívá a oddává se spíše darebáctví, pití a snění, namísto učení. Marhoul s Pánkem už nejsou v přátelském vztahu jako kdysi, když byli oba pekaři, Pánek poněkud zbohatl a Marhoul už pro něj není rovný. Marhoul vkládá naděje ve svého syna, doufá, že vystuduje na kněze, syna ovšem gymnázium nebaví a stejně jako Marhoulová sdílí názor, že by bylo lepší, kdyby ze studií odešel a začal pracovat. Jana Marhoula to zlomí, pohádá se s Ruddou, zhroutí se mu poslední sen. V tomto dni se počíná Janova smrt.

### Hlava pátá
Jan Marhoul vážně onemocní, má prudký zánět míchy. Jeho tělo chátrá, sužují jej vysoké horečky, neudrží stolici ani moč. Navštívit jej přichází Deyl. Rudda, ač by se s chorým rád usmířil, k návštěvě nenalézá odvahu. Jan Josef přeruší studia a pomáhá matce vydělat alespoň pár drobných na lékaře a na jídlo. Pekař Pánek najímá jiného dělníka, postupem času začal hořet vůči Janovi nenávistí, ke které ho vyburcovala Janova pokora. Jan ve strašných bolestech umírá.